# Carduus acanthoides
Carduus acanthoides é uma espécie botânica de cardo da família Asteraceae.